# Paul de Molènes
Dieudonné-Jean-Baptiste-Paul Gaschon de Molènes, dit Paul de Molènes, né à Reims le 29 juin 1821 et mort à Limoges le 11 mars 1862, est un officier de cavalerie et homme de lettres français.

## L'homme et l'œuvre
Fils d'un conseiller à la cour d'appel de Paris, il fait ses études au lycée Charlemagne. Il débute en littérature à l'âge de 22 ans, sous le patronage de Chateaubriand. Il contribue des articles à la Revue des Deux Mondes et au Journal des débats, puis il fait paraître un roman, Les Cousins d'Isis, suivi de Valpéri, mémoires d'un gentilhomme du XVIIIe siècle.
Lors de la Révolution de 1848, il s'engage dans la Garde nationale mobile et reçoit pendant les journées de Juin une blessure qui lui vaut la croix de la Légion d'honneur. Il entre ensuite aux spahis comme maréchal des logis. Promu lieutenant, il participe à l'expédition de Crimée en tant qu'officier commandant un peloton d'escadron de spahis détaché à l'armée d'Orient. Attaché comme officier d'ordonnance au maréchal Canrobert, puis capitaine dans un régiment de chasseurs d'Afrique en 1856, il passe quelques années aux chasseurs de la Garde. Attaché de nouveau au maréchal Canrobert, il fait la campagne d'Italie. En septembre 1861, il est nommé chef d'escadron au 2e régiment de chasseurs à cheval en garnison à Limoges. Marié depuis deux ans, passant tout son temps libre à écrire pour la Revue des deux Mondes, il fait une chute de cheval dont il meurt vingt-quatre heures après.
Sa mort prématurée fut beaucoup commentée. Un de ses plus fervents admirateurs, Jules Barbey d'Aurevilly, comme lui monarchiste et légitimiste, écrivait : « Quand Paul de Molènes mourut, si jeune encore, ses contemporains le regrettèrent comme on regrette un talent interrompu dans le plus beau moment de son éclat. Ses livres s'étaient enlevés. Son nom avait retenti. » Ces livres se composaient de récits et nouvelles, parus d'abord en revue avant d'être réunis en volume. On y retrouvait presque invariablement la même trame : « Deux amants en première ligne, un fond largement estompé, quelques coups de canons dans le lointain ; sur le second plan, un groupe de figures souvent esquissées d'une façon piquante et d'une réalité mondaine qui laisse un vif regret de les voir disparaître, voilà toute la mise en scène. Isoler les amoureux, leur faire oublier, et oublier lui-même l'univers qui s'agite autour d'eux, laisser la grande voix de la passion du devoir ou du sacrifice, dominer seule dans ses âmes livrées aux orages de la vie, tel est le procédé systématiquement employé dans le cadre des Nouvelles. »
Qualifiée par Armand de Pontmartin de « spiritualiste », son œuvre se détache singulièrement de celles qui occupent alors le devant de la scène : « Venu après les grands les grands inventeurs du roman moderne, à ce point de soudure où le romantisme change de nom et devient le réalisme, Molènes ne se pique guère d'invention ; il se préoccupe fort peu des questions d'école et de genre, et se contente d'être le contraire d'un réaliste. » Charles de Moüy voyait en Paul de Molènes une double personnalité : d'un côté « un officier brave entre tous » et de l'autre « un bizarre penseur, pour qui la guerre avait l'attrait d'une extase de l'intelligence, d'une passion du cœur, d'une affirmation de la foi. » À cette exaltation guerrière et à ce romantisme aristocratique était associée une sombre et troublante mélancolie. C'était, selon Alfred Nettement, « une âme blessée qui écrit pour les âmes blessées ». Paul de Molènes faisait lui-même état de ce déchirement intérieur lorsqu'il écrivait dans la Revue des deux Mondes : « Nous aurons beau nous débattre contre la tristesse, notre siècle est celui de Werther, de Manfred et de René : on ne fera jamais de nous des gens qui sourirons sans arrière-pensée. Qui dira le contraire mentira. Pas de cœur qui, depuis tantôt soixante ans, ne naisse avec cette mystérieuse maladie qu'on appelle l’ennui, l’inquiétude, le spleen. »

## Œuvres
- Les Cousins d'Isis, roman, 2 vol., 1844
- Valpéri, mémoires d'un gentilhomme du siècle dernier, 2 vol., 1845 ; 1858
- Caractères et récits du temps : La Garde mobile. La Comédienne, Cornélia Tulipani. Les Souffrances d'un houzard. C'était vrai. Les Soirées du bordj. Une légende mondaine, 1853 ; 1858 Texte en ligne ; publié également sous le titre Aventures du temps passé, 1853 ; 1860 ; 1886 Texte en ligne
- Histoires sentimentales et militaires, 1855
- Aisha Rosa, souvenirs des rives du Bosphore, publié avec La Rose blanche de Louis Énault, 1857
- Chroniques contemporaines, 1859 Texte en ligne
- Histoires intimes, 1860 Texte en ligne
- Les Commentaires d'un soldat. Premiers jours de la guerre de Crimée. L'hiver devant Sébastopol. Derniers jours de la guerre de Crimée. La guerre d'Italie. Le soldat en 1709, 1860 ; 1866 ; 1877 Texte en ligne
- Le Soldat en 1709, nouveaux documents sur la bataille de Malplaquet, 1861
- L'Amant et l'enfant, 1861 Texte en ligne
- La Folie de l'épée, 1861
- Le Bonheur des Maige, 1862

Publications posthumes
- Les Caprices d'un régulier. Les Souffrances d'un houzard. Le Soldat en 1709, 1863 Texte en ligne
- Voyages et pensées militaires, 1885
- Mélanges. Questions militaires. Littérature. Histoire. Correspondance inédite, 1885
- Les Caprices d'un régulier. Le Soldat en 1709. Réflexions sur l'Imitation de Jésus-Christ, 1887

## Source biographique
- Pierre Larousse, Grand Dictionnaire universel du XIXe siècle, vol. XI, 1874, p. 399